# Pachybrachis virgatus
Pachybrachis virgatus är en skalbaggsart som beskrevs av J. L. Leconte 1880. Pachybrachis virgatus ingår i släktet Pachybrachis och familjen bladbaggar. Inga underarter finns listade i Catalogue of Life.